# Igor Grivennikov
Igor Grivennikov (n. 11 iulie 1952, Moscova, RSFS Rusă, URSS) este un înotător rus, medaliat olimpic. A participat la o ediție a Jocurilor Olimpice (1972) în care a câștigat o medalie de argint și o medalie de bronz.